# Bahnstrecke Altkirch–Ferrette
| Stillgelegte Strecke bei Carspach |                      |                                 |                  |
| Streckennummer (SNCF): | 134 000              |                                 |                  |
| Streckenlänge: | 24,01 km             |                                 |                  |
| Spurweite: | 1435 mm (Normalspur) |                                 |                  |
| Maximale Neigung: | 25 ‰                 |                                 |                  |
| Streckengeschwindigkeit: | 40 km/h              |                                 |                  |
| |                      |                                 |                  |
| \| \| \| von Mulhouse \| \| \| \| 474,2 0,0 \| Altkirch ⊙ \| 292 m \| \| \| \| nach Belfort \| \| \| \| 3,0 \| Carspach (Karspach)⊙ \| 295 m \| \| \| 5,0 \| Hirtzbach (Hirzbach)⊙ \| 306 m \| \| \| 7,5 \| Hirsingue (Hirsingen)⊙ \| 316 m \| \| \| 9,5 \| Bettendorf ⊙ \| 321 m \| \| \| 9,6 \| Ill \| Ill \| \| \| 11,8 \| Grentzingen (Grenzingen)⊙ \| 340 m \| \| \| 15,0 \| Waldighofen ⊙ \| 352 m \| \| \| \| nach Saint-Louis \| \| \| \| 16,6 \| Roppentzwiller (Roppenzweiler)⊙ \| 366 m \| \| \| 18,7 \| Werentzhouse (Werenzhausen)⊙ \| 375 m \| \| \| 19,8 \| Ill \| Ill \| \| \| 23,8 \| Ferrette (Pfirt)⊙ \| 469 m \| \| \| 24,0 \| Streckenende \| Streckenende \| |                      |                                 |                  |
| Strecke |                      | von Mulhouse                    | von Mulhouse     |
| Bahnhof | 474,2 0,0            | Altkirch ⊙                      | 292 m            |
| Abzweig ehemals geradeaus und nach rechts |                      | nach Belfort                    | nach Belfort     |
| Haltepunkt / Haltestelle (Strecke außer Betrieb) | 3,0                  | Carspach (Karspach)⊙            | 295 m            |
| Haltepunkt / Haltestelle (Strecke außer Betrieb) | 5,0                  | Hirtzbach (Hirzbach)⊙           | 306 m            |
| Bahnhof (Strecke außer Betrieb) | 7,5                  | Hirsingue (Hirsingen)⊙          | 316 m            |
| Haltepunkt / Haltestelle (Strecke außer Betrieb) | 9,5                  | Bettendorf ⊙                    | 321 m            |
| Brücke über Wasserlauf (Strecke außer Betrieb) | 9,6                  | Ill                             | Ill              |
| Bahnhof (Strecke außer Betrieb) | 11,8                 | Grentzingen (Grenzingen)⊙       | 340 m            |
| Bahnhof (Strecke außer Betrieb) | 15,0                 | Waldighofen ⊙                   | 352 m            |
| Abzweig geradeaus und nach links (Strecke außer Betrieb) |                      | nach Saint-Louis                | nach Saint-Louis |
| Bahnhof (Strecke außer Betrieb) | 16,6                 | Roppentzwiller (Roppenzweiler)⊙ | 366 m            |
| Bahnhof (Strecke außer Betrieb) | 18,7                 | Werentzhouse (Werenzhausen)⊙    | 375 m            |
| Brücke über Wasserlauf (Strecke außer Betrieb) | 19,8                 | Ill                             | Ill              |
| Bahnhof (Strecke außer Betrieb) | 23,8                 | Ferrette (Pfirt)⊙               | 469 m            |
| | 24,0                 | Streckenende                    | Streckenende     |

Die Bahnstrecke Altkirch–Ferrette, auch als Illtalbahn bezeichnet, war eine französische Eisenbahnstrecke von Altkirch nach Ferrette. Die Strecke wurde 1892 in Betrieb genommen und 1991 stillgelegt.

## Streckenverlauf
Die Strecke beginnt im Bahnhof Altkirch an der Bahnstrecke Paris–Mulhouse. Dieser folgte sie auf knapp zwei Kilometern in westliche Richtung. Danach bog sie nach Süden ab und erreichte beim km 5 den Haltepunkt Hirtzbach. Ab hier folgt die Bahnlinie dem Illtal. In Waldighofen zweigte die Bahnstrecke nach Saint-Louis ab. Nach Werentzhouse machte die Strecke eine Rechtskurve und überquerte die Ill das zweite Mal. Nachdem sich die Bahnstrecke in Richtung Westen ausgerichtet hatte, machte sie eine Linkskurve und erreichte schließlich bei km 23,8 den Bahnhof Ferrette.

## Geschichte
Am 18. August 1888 wurde der Bau einer eingleisigen Eisenbahnstrecke von Altkirch über Waldighofen nach Pfirt (Ferrette) beschlossen. Der Bau der Bahnlinie begann 1891 und kostete 2,6 Mio. Mark. Die Strecke wurde am 4. Januar 1892 in Betrieb genommen.  Der Fahrplan sah 1892 fünf tägliche Zugpaare von Altkirch nach Pfirt vor; die Fahrt dauerte 1 Stunde und 40 Minuten. Die Strecke führte oft an der Straße entlang, deshalb musste in den Ortsdurchfahrten die Geschwindigkeit auf 6 km/h reduziert werden. Außerorts betrug die Höchstgeschwindigkeit 40 km/h. Mit dem Bau der Bahnstrecke Waldighofen–Sankt Ludwig musste 1920 der Bahnhof Waldighofen umgebaut werden.
Durch die Eröffnung einer bahnparallelen Buslinie 1934 stiegen viele Fahrgäste auf den schnelleren Bus um. Nach dem Zweiten Weltkrieg verkehrte täglich nur noch ein Personenzugpaar. Am 20. Juli 1953 befuhr der letzte Personenzug die Strecke. Während der nächsten 15 Jahre verkehrte noch ein Güterzugpaar auf der Strecke. Ab 1968 beschränkt sich dieses auf den Abschnitt Altkirch–Hirsingue. Der Streckenabschnitt zwischen Ferrette und Hirsingue wurde am 28. März 1969 stillgelegt, anschließend wurden die Gleise abgebaut. Der Güterverkehr nach Hirsingue, welcher die Fabrik Lang bediente, endete am 1. Mai 1987. Der Abschnitt von Altkirch nach Hirsingue wurde am 22. Oktober 1991 stillgelegt, daraufhin wurde auch dieser Streckenabschnitt abgebaut, um die Straßen zu verbreitern.

## Heutiger Zustand
Einige Streckenabschnitte werden heute als Fahrradwege oder Wirtschaftswege genutzt. In den Ortsdurchfahrten sind keine Relikte der Strecke erhalten geblieben. Die Bahnhofsgebäude von Hirtzbach, Waldighofen, Roppentzwiller und Werentzhouse sind noch erhalten. Einige kleine Brücken sind ebenfalls noch erhalten.